# Малый Кукшум
Ма́лый Кукшу́м (чув. Анатриял) — деревня в Ибресинском районе Чувашской Республики. Входит в состав Ширтанского сельского поселения.

## География
Находится в центральной части Чувашии на расстоянии приблизительно 4 км на восток-юго-восток по прямой от районного центра посёлка Ибреси.

## История
Известна с 1869 года как деревня с населением 103 человека, основана переселенцами из деревни Кукшум. В 1897 году учтено 26 дворов и 148 жителей, в 1926 — 43 и 441, в 1939 году — 278 жителей, в 1979 году — 251. В 2002 году отмечено 62 двора, в 2010 — 58. В период коллективизации работал колхоз «Социализм».

## Население
Население составляло 167 человек (чуваши 90 %) в 2002 году, 150 в 2010.